# Kraftwerk Memve’ele
Das Kraftwerk Memve’ele (französisch Barrage hydroélectrique de Memve’ele) ist ein Wasserkraftwerk in Nyabessang, Region Sud, Kamerun, das am Ntem gelegen ist. Das Kraftwerk ist im Besitz von Eneo und wird auch von Eneo betrieben.

## Geschichte
Der Vertrag zur Errichtung des Kraftwerks wurde Anfang 2012 zwischen der Regierung Kameruns und dem chinesischen Unternehmen Sinohydro unterzeichnet. Mit den Bauarbeiten wurden im Januar 2013 begonnen. Die erste Maschine des Kraftwerks ging im September 2016 in Betrieb.

## Absperrbauwerk
Das Absperrbauwerk ist ein Erdschüttdamm mit einer Höhe von 20 m.

## Stausee
Der Stausee hat eine vergleichsweise ungewöhnliche Form. Da das Tal in diesem Bereich relativ eng ist, ist der See durch die Alt- und Nebenarme stark verzweigt. Jedoch hat er bei einer Länge von weit über 10 km und einem Speichervolumen von 19 Mio. m³ nur eine maximale Breite von 200 m.

## Kraftwerk
Das Kraftwerk Memve’ele verfügt mit insgesamt vier Francis-Turbinen über eine installierte Leistung von 211 MW.